# 명동교자
명동교자는 대한민국 서울특별시 중구에 위치한 음식점으로 1966년에 개업했다. 칼국수, 교자를 전문으로 하는 음식점이다.

## 연혁
- 1966년 : 서울특별시 중구 수하동에서 한옥을 개조해 "장수장"이라는 이름의 음식점으로 개업
- 1969년 : 명동 2가 33-4 번지로 이전, 상호를 명동 칼국수로 개명
- 1970년 1월 20일 : "명동칼국수"라는 상호로 영업
- 1976년 : 서울 중구 명동2가 25-2 소재의 매장을 본점으로, 명동2가 33-4의 매장을 분점으로 개설
- 1977년 : 반달형 만두 자동화 생산 개시
- 1978년 : 상호를 "명동칼국수"에서 "1966년 창업- 명동 교자 (구) 명동 칼국수)"로 개명
- 1983년 : 둥근 만두 자동화 생산 개시
- 1984년 11월 17일 : "명동교자"와 "명동칼국수" 상호 등록

## 경영이념
명동교자는 PH3이라는 경영이념을 갖고 있다. PH3의 의미는 아래와 같다.
- 정성(Perfect heart) : 가족에게 최고의 음식을 제공하는 마음으로 음식을 만들며, 음식이 부족하지 않도록 배려하고 있다.
- 정직(Honesty) : 음식 재료는 최고 품질의 국내산(대한민국산)만을 엄선하여 매일매일 구입하여 사용하며, 남은 음식은 모두 폐기한다.
- 화합(Harmony) : 음식 재료와 맛의 조화뿐만 아니라 종업원과 손님 사이의 화목, 종업원 사이의 화목을 모토로 하고 있다.
- 인간미(Humanity) : 넉넉한 인심과 친절을 바탕으로 내 집 같은 편안함을 제공하기 위하여 끊임없이 노력하고 있다.